# Zerai Deres

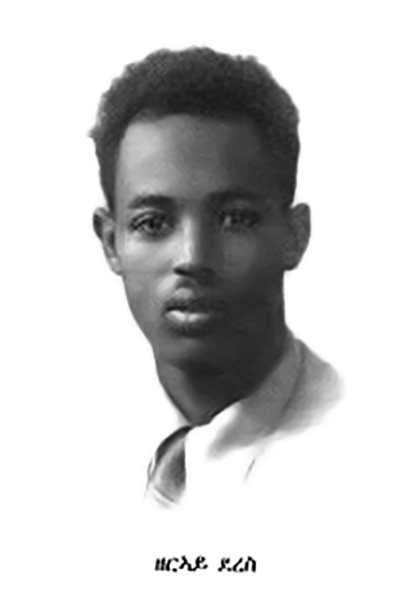
Zerai Deres

Zerai Deres (en amárico: ዘርኣይ ደረስ, Zärə'ayə Däräs, a veces transliterado Zeray o Zer'ai e Derres o Deress; Azzega, Eritrea italiana; 1 de marzo de 1915 - Barcellona Pozzo di Gotto, Italia 6 de junio de 1945) fue un traductor y un patriota eritreo considerado en su patria e en Etiopía héroe popular del anticolonialismo y del antifascismo.
En 1938 fue protagonista en Roma de un sangriento hecho que en su país fue considerado un episodio de protesta contra el colonialismo italiano, tras lo cual fue condenado a internamiento en un hospital psiquiátrico judicial, donde permaneció siete años hasta su muerte. El gesto, mitificado tras la guerra, es considerado por la historiografía eritrea y etíope como un acontecimiento vinculado a la resistencia etíope contra la ocupación italiana.
En 1970 se le otorgó póstumamente el título honorífico de degiasmacc, el más alto título de dignatario militar etíope.

## Biografía

### Primeros años

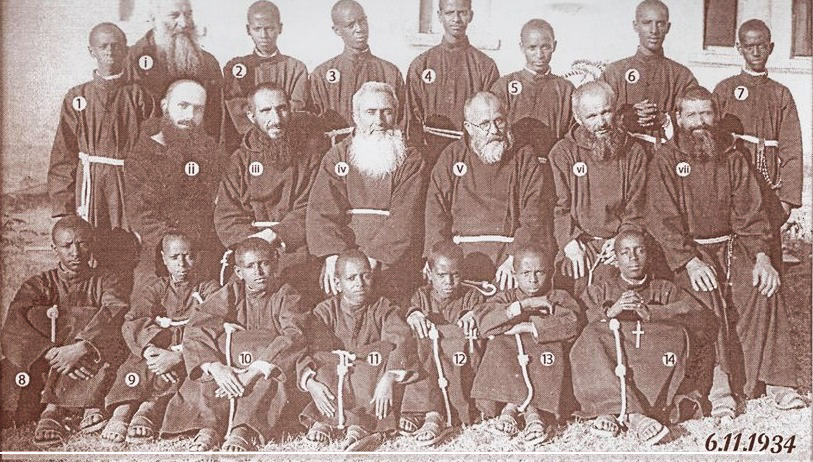
Los primeros frailes capuchinos de Eritrea con sus superiores en Saganéiti el 6 de noviembre de 1934: Zerai Deres (cuarto desde arriba a la izquierda y marcado con el número 3) tomó el nombre de Francesco da Adiyeheys

Zerai Deres, de etnia Tigray, nació en 1915 (1908 según el calendario etíope) en el municipio de Azzega, en el kebelè de Adiyeheys, en la provincia de Serae. A los dos años quedó huérfano de padre, por lo que la familia se trasladó a Azzega, el pueblo de origen de su madre, a unos veinte kilómetros de Asmara, por entonces capital de la colonia italiana de Eritrea. Convertido a la fe católica, estudió en las escuelas italianas de la colonia, donde aprendió el idioma italiano.
El 6 de noviembre de 1934, junto con otros trece jóvenes eritreos, ingresó en el primer seminario seráfico de los frailes capuchinos de Segeneiti con el nombre de Francesco da Adiyeheys, fundado por el padre Próspero de Milán. Abandonó sus estudios ante la arrogancia racista de sus profesores, pero permaneció dentro de una asociación católica, en la que también se estudiaba la historia de Etiopía los sábados por la noche. Más tarde encontró empleo como intérprete.
El 6 de octubre de 1936, firmándose como "Un indígeno", envió una carta de protesta al director del Corriere dell'Impero de Asmara, que había propuesto la abolición de cualquier forma de promiscuidad con "Pueblos indígenas". Según Zerai, los nativos habían proporcionado a los italianos los medios necesarios para su llegada: a su juicio, la incomprensión de lo que para él eran tantos méritos y actos de heroísmo cometidos a favor de Italia podría ser indicativo sólo de un gobierno extranjero e imperialista.

Los nativos de los que tanto te burlas, muchas veces se gloriaron de ser súbditos de Italia. En Libia, en Somalia y en la reciente guerra contra su patria, en los enfrentamientos en el extranjero, escudaron sus pechos, y a veces incluso perdieron la vida. Puedo asegurar, sin exagerar, que los nativos constituyeron un medio de conquista para ustedes. El equívoco de tantos méritos y heroísmo para Italia sólo puede ser de un gobierno puramente extranjero e imperial.
Un indigeno, Corriere dell'Impero, 6 de octubre de 1936

En abril de 1937, poco antes de partir hacia Italia, se casò con una mujer llamada Alemash, a quien conoció en Saganèiti.

### Llegada a Roma

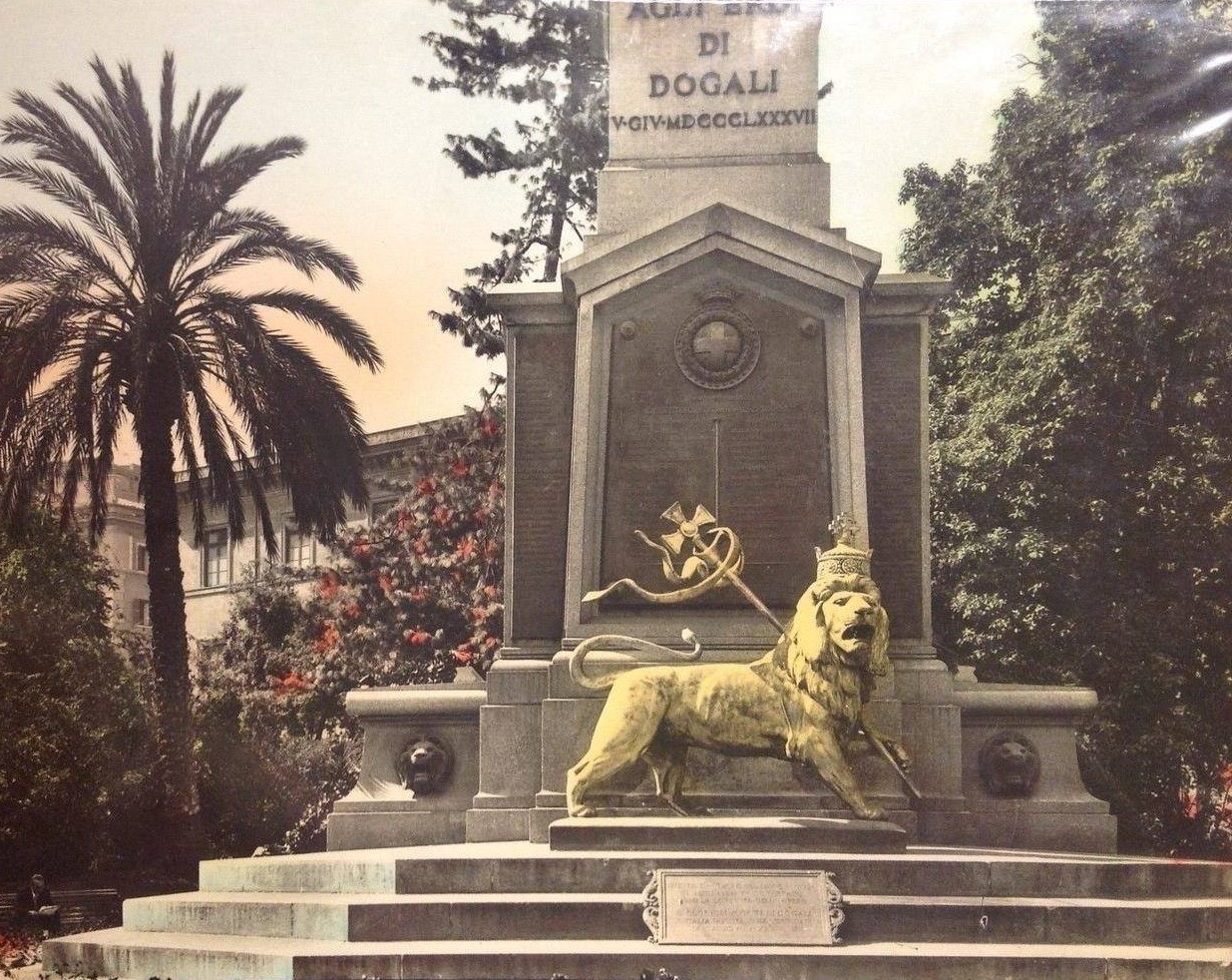
El León de Judá en el Monumento a los Caídos de Dogali en Roma, antes de la restitución

Tras el fallido ataque a Rodolfo Graziani (entonces virrey de África Oriental Italiana y gobernador general de Shewa) que tuvo lugar el 19 de febrero de 1937 por parte de dos eritreos, se llevó a cabo la sangrienta represalia de Addis Abeba (conocido en Etiopía como Yekatit 12), que implicó el asesinato de miles de personas y el arresto de muchos aristócratas de Amhara, unos cuatrocientos de los cuales fueron deportados más tarde en Italia (en Roma, Longobucco, Mercogliano, Ponza, Tivoli y la isla de Asinara).
Para hacer frente a la gestión de los deportados abisinios, Zerai Deres fue contratado por el Ministerio de las colonias como traductor de los nobles etíopes deportados a Italia: a la edad de 23 años, llegó a Roma en el verano de 1937, poco después de la llegada de los primeros deportados abisinios.
Durante su estancia en la capital italiana, siguió con atención los acontecimientos de la guerra colonial y con un creciente sentimiento de cólera e impotencia ante las noticias que llegaban de Etiopía, traduciendo las noticias reportadas por la prensa italiana para lo Ras abisinios. Escribió unas cartas a su hermano Tesfazion, que se quedó en casa, en las que describía el clima de hostilidad y racismo en Italia, expresando su impaciencia por volver a casa.

### El accidente en el monumento a los caídos en la batalla de Dogali

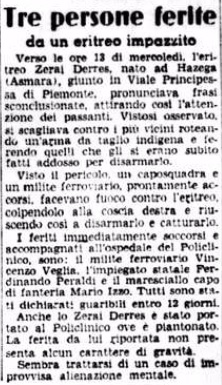
La noticia publicada por Il Messaggero (17 de junio de 1938)

Después de recibir los documentos necesarios para su regreso a Eritrea, Zerai fue a saludar a todos sus conocidos: en esa ocasión le entregaron un arma tradicional de coleccionista, que debió entregar a su superior en Nápoles, antes de embarcarse en el vapor directo en Massawa, en el Mar Rojo.
El 15 de junio de 1938, poco antes de su esperado regreso a Eritrea, Deres pasó la hora del almuerzo en Viale Principessa di Piemonte (hoy Viale Luigi Einaudi), donde se arrodilló al pie de la escultura del León de Judá, símbolo de la monarquía etíope y de la lealtad de su pueblo, robado como botín de guerra por los italianos, llevado a Roma y finalmente colocado bajo el monumento a los caídos de la batalla de Dogali el 8 de mayo de 1937 con motivo del primer aniversario de la proclamación del imperio italiano.
Mientras una pequeña multitud se reunía alrededor del intérprete, un soldado italiano intentó interrumpir su devoción. En ese momento, el eritreo, gritando palabras escandalosas para Italia y el Duce y elogios para el Negus, sacó una cimitarra que golpeó al soldado ferroviario Vincenzo Veglia, al empleado estatal Ferdinando Peraldi y al mariscal jefe de infantería Mario Izzo, quien sufrió heridas muy leves curadas en doce días. Según algunas fuentes periodísticas de la época, para frenar el ataque intervino un joven carnicero que se arrojó con su bicicleta contra el eritreo, denunciando también un corte Otras fuentes informan de la herida de varios transeúntes.
Finalmente, llegaron dos militares que pusieron fin a la agresión, disparando cuatro disparos en dirección a Zerai Deres, quien fue alcanzado por el soldado ferroviario Pasquale Vaccaro en el muslo de manera leve.

### Internamiento y muerte
El episodio fue considerado por las autoridades fascistas como una acción de un enfermo mental: Zerai Deres fue luego arrestado, hospitalizado y custodiado en el hospital del Policlínico Humberto I. El 1 de agosto fue ingresado en el hospital del asilo de Santa Maria della Pietà en Roma, donde después de la observación fue declarado "paranoico delirante en un sentido persecutorio". Juzgado como absolutamente incapaz de entender y querer y por tanto una persona socialmente peligrosa, fue absuelto por el Tribunal Especial para la Defensa del Estado e internado en un manicomio judicial. Zerai fue luego deportado a Sicilia al hospital psiquiátrico judicial "Vittorio Madia" en Barcellona Pozzo di Gotto, en la Provincia de Mesina.
Durante su internamiento, trató sin descanso de demostrar su propia claridad mental, pero los médicos italianos nunca le creyeron, también escribió varias cartas a su familia. En una carta fechada el 3 de diciembre de 1938, afirmó gozar de buena salud y pidió a su hermano Tesfazion que le devolviera el título honorífico recibido del gobierno italiano.
Deres murió en el manicomio de Barcellona Pozzo di Gotto a la edad de treinta años, en julio de 1945.

### Repatriación del cuerpo
En 1938, Tesfazion Deres, ex fundador del Partido Independiente de Eritrea, creía que su hermano Zerai estaba sano y salvo en una prisión en Italia. Junto a otros eritreos interesó al canciller etíope Embaié Uoldemariàm para que presentara su caso ante la Corte Imperial de Etiopía; por esto, Tesfazion escribió una carta de súplica dirigida al emperador de Etiopía, Haile Selassié, para pedir que se pusiera a disposición un avión para llegar a Italia y traer a su hermano a casa. La solicitud, sin embargo, inicialmente no fue atendida por el emperador.
En julio de 1939, Tesfazion finalmente logró reunirse con su hermano en la prisión siciliana, pero no pudo hacer nada para liberarlo.
Después de la muerte de Zerai, su hermano luchó duro para repatriar los restos a Eritrea, que fueron enterrados dentro de la iglesia de Santa Maria ad Azzega, frente a la cual hay un monumento que representa al héroe de la selección nacional junto con dos leones.

## Reacciones al incidente en el conmemorativo de Dogali

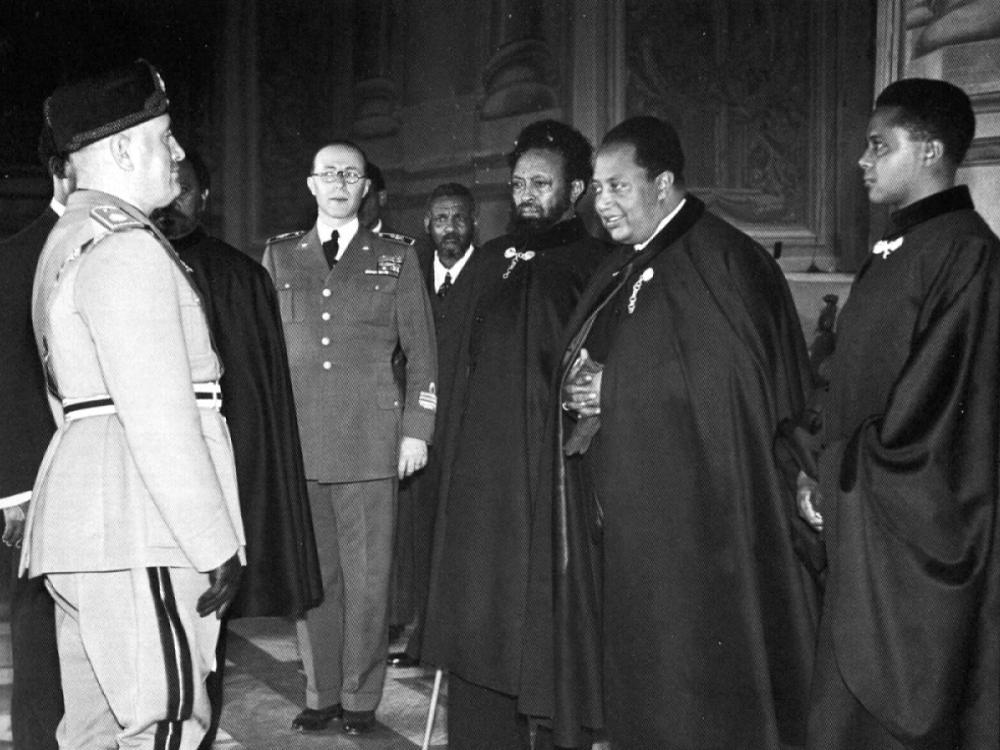
Ras Abyssinians recibido en Roma por Benito Mussolini en 1936

En un período de tensión en el que por razones políticas Benito Mussolini planeaba la repatriación a Etiopía de los aristócratas abisinios no bienvenidos en Roma (en julio de 1939 sólo quedarían unos noventa en Roma), ese plan se aceleró repentinamente cuando en junio el propio Mussolini supo que Zerai Deres, intérprete del ras confinado en Roma, había gritado invectivas contra Italia y elogios a favor de Selassie frente al monumento a los caídos de Dogali.
Informado además de que algunas personas habían resultado gravemente heridas en un intento de silenciar a un eritreo, Mussolini se enfureció y ordenó la repatriación total de todos los nobles etíopes. El incidente en el obelisco de Dogali fue considerado un hecho muy grave por las autoridades fascistas: por un lado la censura fascista colocó precipitadamente un manto de silencio, por otro lado hubo una alarma general que decretó la repatriación inmediata “con los primeros medios [de] todos los intérpretes indígenas que residen actualmente en Roma». El día del evento, el Ministerio Africano Italiano envió un telegrama que contenía la orden de repatriar inmediatamente a todos los intérpretes indígenas, con una orden perentoria:

El Duce [ha] dicho repetidamente que no quiere más negros en Italia.

Sin embargo, la repatriación de los abisinios avanzó lentamente, ya que cada caso debía juzgarse individualmente y con cuidado; además, algunos dignatarios etíopes residían en Roma, incluidos el ras Sejum Mangascià, Ghetacciù Abaté y Kebbedé Guebret y el degiac Asrate Mulughietà, sospechosos de haber inspirado la protesta de Zerai Deres; por esta razón Attilio Teruzzi, subsecretario del ministerio de África Italiana, hubiera preferido exiliar a este último a Libia o al Dodecaneso.

## Mitificación

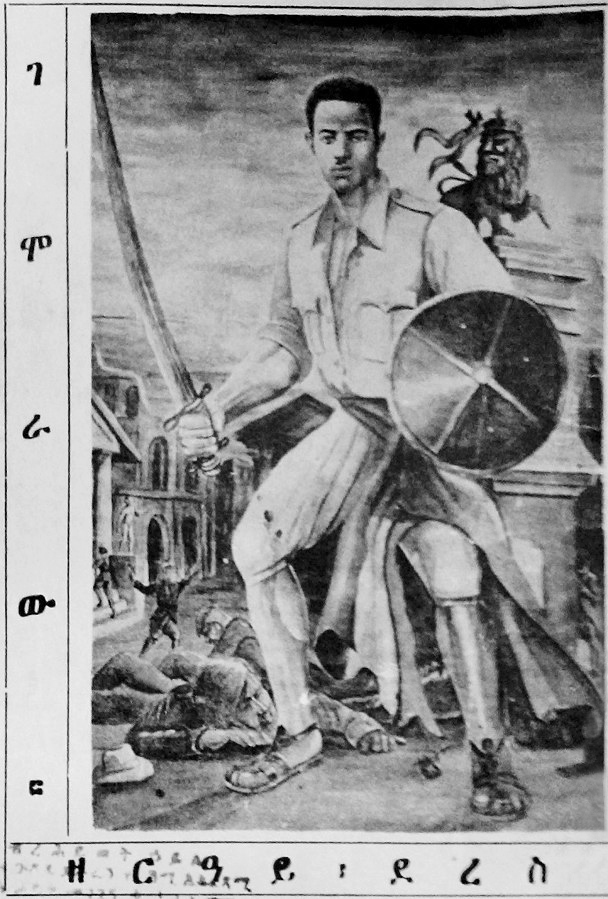
La historia de Zerai Deres fue mitificada después de la guerra, hasta convertirse en un héroe nacional

Al final de la Segunda Guerra Mundial, la historia de Zerai Deres fue reescrita, mitificada, dramatizada y cantada en Etiopía para celebrarlo como un héroe de la resistencia anticolonial, especialmente por los pro-etíopes opuestos a la separación de Eritrea de Etiopía.
En particular, gracias al predominio de la tradición oral, se añadieron numerosos e incluso contrastados detalles que realzaron al personaje, hasta convertirlo, aún hoy en Etiopía y Eritrea, en un héroe nacional legendario que luchó y murió por la unidad de los pueblos. país. La resistencia anticolonial de Zerai, reducida a un simple gesto espontáneo y simbólico de desesperación, pero inequívoco e inmediatamente comprensible para todos en un contexto en el que la oralidad primaba sobre la escrita, “abrió las puertas del panteón nacional”.
Por lo tanto, las diversas reconstrucciones sitúan el incidente del León de Judá en diferentes fechas y en el contexto de un evento de celebración, relacionado con el aniversario del anuncio del imperio italiano (la noticia difundida tras el incidente por la agencia de prensa británica Reuters también informó que Deres había llegado a Roma como miembro de la delegación etíope elegida para participar en la ceremonia de aniversario de la conquista de Etiopía, que en realidad tuvo lugar a principios del anterior. mes) o en el primer aniversario de la entrada de los italianos a Addis Abeba. Sin embargo, el joven eritreo había sido elegido para participar en un desfile militar, ataviado con el traje tradicional y portando una espada ceremonial con la que debería haber saludado a Vittorio Emanuele III de Saboya, Benito Mussolini y Adolf Hitler (aunque, como atestigua el crónicas de la época, ninguno de los tres estaba en Roma el día que ocurrió el accidente). Al llegar a la Piazza dei Cinquecento, habría sido golpeado por un repentino enloquecimiento después de ver la escultura dorada del León de Judá, símbolo de la monarquía a la que sus antepasados habían jurado lealtad: en un ataque de anti -patriotismo colonial, habría decidido interrumpir el paso, arrodillándose y orando hacia el monumento. Algunos dicen que pensó en el emperador Teodoro II de Etiopía, quien, derrotado por los británicos en Magdala en la Pascua de 1868, decidió dispararse una pistola antes que rendirse: este suicidio era ya un gesto clásico de la epopeya patriótica etíope. Interrumpido en sus oraciones por un policía, Zerai lo habría golpeado, hiriendo o matando a varios soldados italianos con la espada ceremonial al grito de "¡El León de Judá ha sido vengado!" antes de ser asesinado instantáneamente o arrestado. Otras versiones indican que en el transcurso del desfile él, al ver la estatua, con un súbito sentimiento de ira habría golpeado con la espada al primer soldado italiano que encontró en su camino y luego habría herido y matado a muchos otros, quizás cinco o más, antes de ser arrestados o asesinados en el acto por los fascistas.
Todas estas versiones, aunque tan diferentes y muchas veces contradictorias entre sí, están ligadas a la necesidad de celebrar un acontecimiento que se vuelve ejemplar a los ojos de la gente: verdadero o falso”, se necesitan pruebas, imágenes contundentes del álbum nacional, sin las cuales no historia sería creíble". Sin embargo, aunque no todas las facetas sean exactamente concordantes, todas las versiones "existen" y de su comparación el acontecimiento renace como real en sus elementos materiales, aunque ambiguo en su sincretismo.

### En la cultura
El 22 de octubre de 1945, el periódico gubernamental en inglés The Ethiopian Herald publicó un obituario titulado Death Calls One of Ethiopian's Greatest Patriots. En 1948, la historia fue dramatizada aún más por Alazar Tesfa Michael en el artículo sobre Eritrean Heroes publicado en el semanario New Times and Ethiopia News.
Con motivo de las bodas de plata de la coronación del emperador de Etiopía (que tuvo lugar en el año 1948 del calendario etíope, correspondiente a 1955-1956) se publicaron un gran número de obras en lengua amhárica: entre estos diversos dramas teatrales teatrales con un tema histórico que tienen como tema la invasión italiana, incluida la Historia de un patriota eritreo: Zerai Deres (ታሪክ በቲያትር መልክ: ዘርዓይ ደረስ, Tārik ba-tiyāter malk: Zarʻāy An Daras ) escrito por Antanah Alamù.
En los años 1970 la historia del patriota eritreo se contaba en la obra Gamoraw: Zerai Deres, escrita por la dramaturga etíope Yelma Manaye e interpretada por Wegayehu Nigatu (1944-1990), en ese momento un conocido actor en la Teatro Nacional de Etiopía en Addis Abeba. Cuando la obra llegó a Eritrea para ser representada en el teatro Asmara, la interpretación del héroe nacional de Wegayehu Nigatu fue recibida con éxito por el público y fue tan convincente que Tesfazion Deres quiso recibir al actor en su propia casa durante dos semanas para poder ser capaz de conversar con alguien que se parecía tanto a su hermano que murió en Italia.
El poeta graduado etíope Tsegaye Gabre-Medhin compuso una obra histórica basada en la historia de Zerai Deres en la década de 1980. En las artes visuales, el patriota ha sido objeto de esculturas, entre ellas la de Tadesse Mamecha de 1971. En la música, en cambio, su nombre fue honrado por la Zerai Deres Band, un grupo musical eritreo activo desde los años setenta y especializado en jazz y música folclórica.

## Herencia

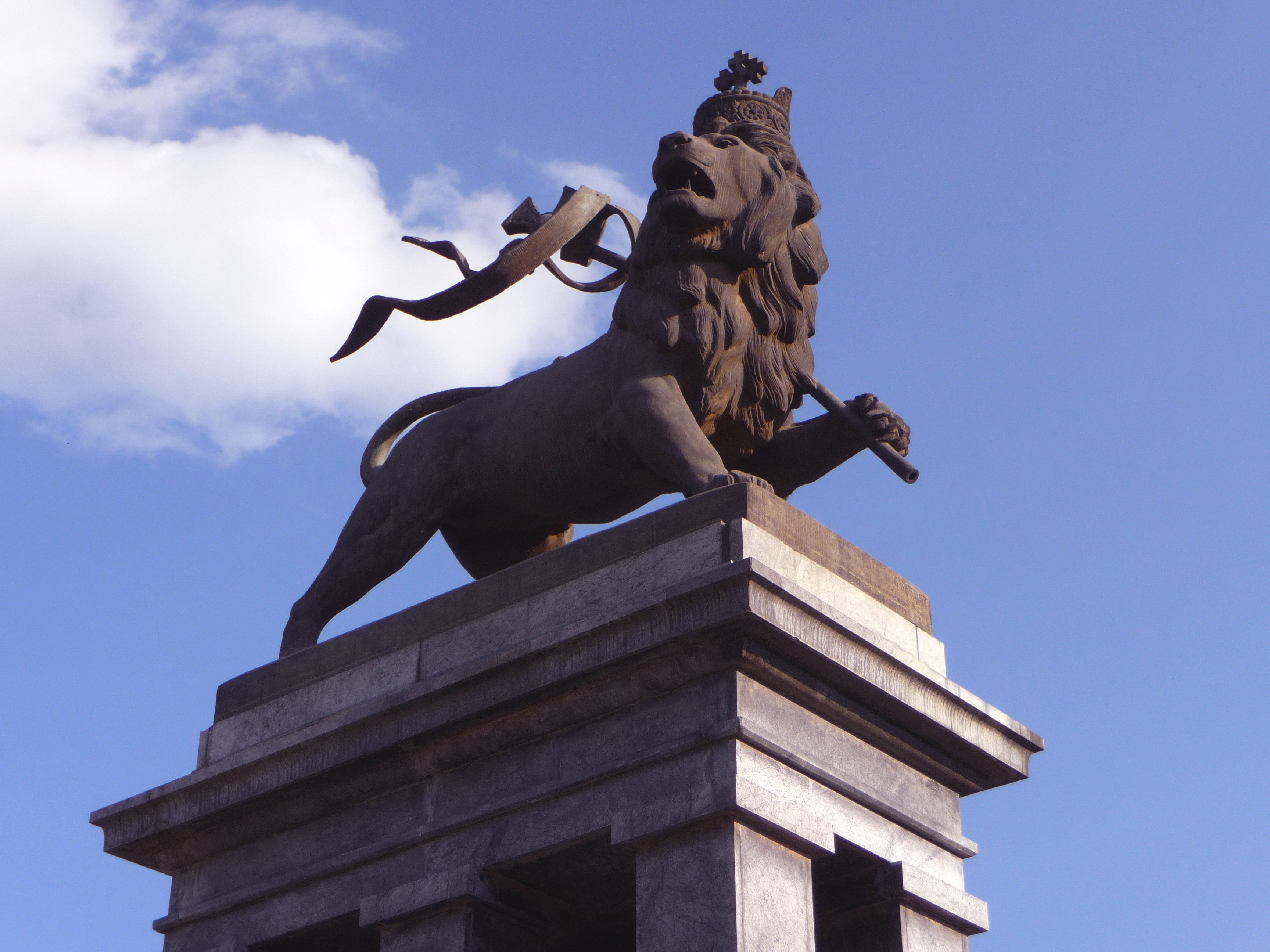
El monumento al León de Judá, de nuevo en Addis Abeba desde 1960

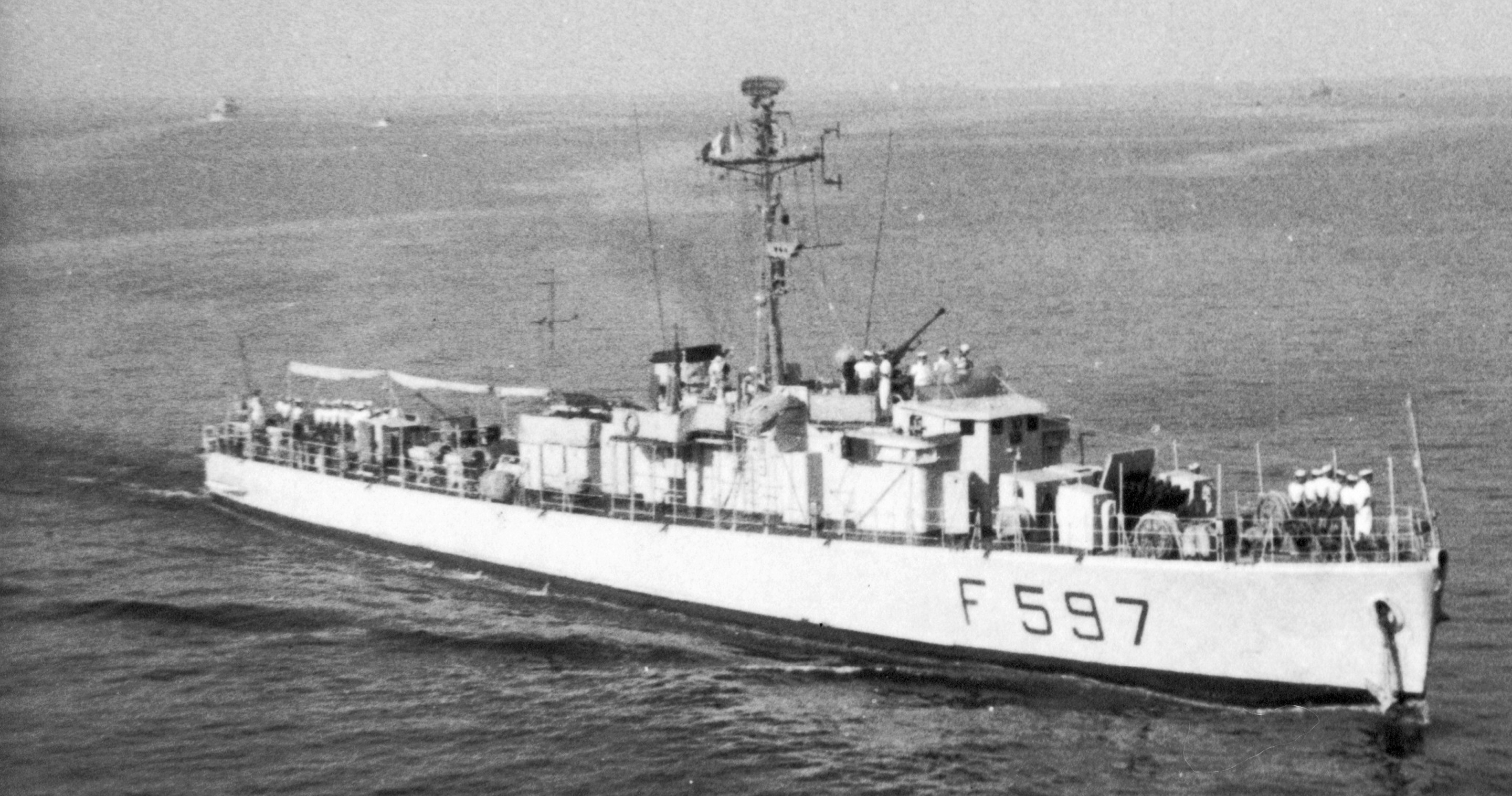
La corbeta Zerai Deres de la armada etíope fue transferida a Italia en 1959, que la rebautizó como (F 597)

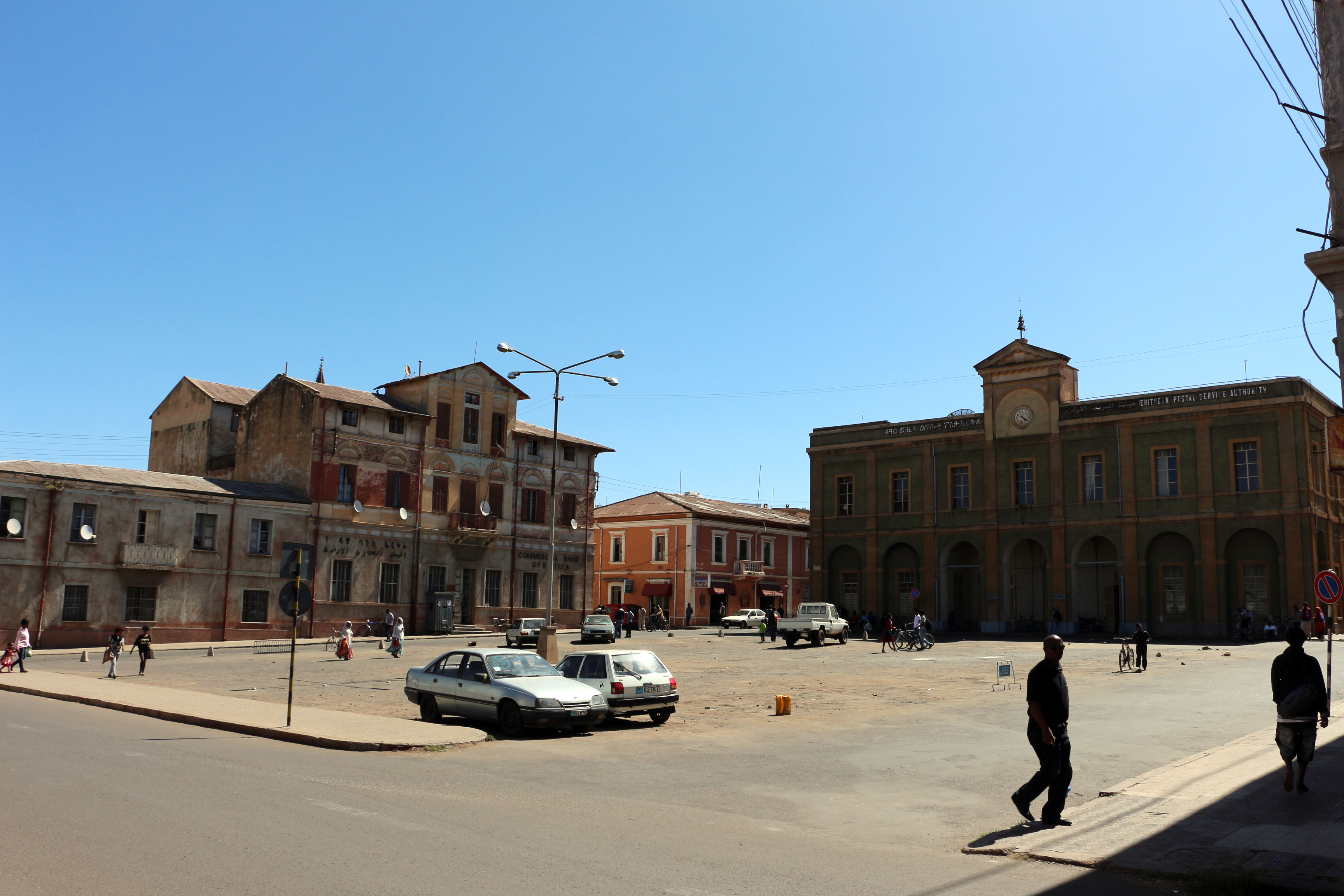
Plaza Zerai Deres en Asmara

En la década de 1960 la estatua del León de Judá fue devuelta por el gobierno italiano a Etiopía, y durante la ceremonia de su nueva erección en Addis Abeba en 1966, el emperador Haile Selassié recordó el gesto patriótico de Zerai Deres.
Después de la revolución etíope de 1974, el régimen de Derg había decidido eliminar la estatua del león como símbolo monárquico. Sin embargo, los altos cargos de la asociación de veteranos de guerra apelaron al Derg a considerar la memoria de Deres y su sacrificio antifascista inspirados en este mismo símbolo; esta solicitud pudo así salvar la estatua, que aún hoy se encuentra en la plaza de la estación de tren de Addis Abeba.
El primer barco de la Armada de Etiopía, donado por la Armada de los Estados Unidos en 1956, fue botado con el nombre de Zerai Deres. Tras el desmantelamiento del primer barco militar, también se dedicó al patriota eritreo una corbeta de fabricación soviética botada en 1968 y hundida en febrero de 1991 cerca de la isla de Nakura.
Una de las plazas principales de Asmara, donde se encuentran el Banco Nacional de Eritrea (anteriormente el edificio del Banco de Italia), el edificio de la oficina central de correos (antiguo tribunal) y otras oficinas gubernamentales, se llamaba Piazza Roma en la época colonial, pero después de la independencia de la ciudad pasó a llamarse y se tituló "Plaza Zerai Deres". Además, carreteras, escuelas, hoteles y restaurantes en Addis Abeba, Asmara, Assab y Massawa también están dedicados al héroe nacional.
Durante la guerra entre Eritrea y Etiopía (1998-2000), las noticias del frente eran difundidas no solo por los periodistas normales, sino también por los nuevos medios de comunicación que ofrecía Internet: entre los numerosos foros en la web, el llamado Zerai Deres se destacó, Jr.
En 2016, con motivo del 75.º aniversario de la liberación de Addis Abeba del dominio italiano, se emitió en Etiopía una serie de seis sellos que representan a héroes nacionales, incluido Zerai Deres sosteniendo una lanza con la bandera nacional.
En febrero de 2021, con motivo del 84 aniversario de Yekatit 12, el colectivo Wu Ming lanzó el Viva Zerai! para "descolonizar" la odonomía italiana. El 6 de octubre de 2022 la Asamblea Capitolina decidió celebrar en Roma el "Día del Recuerdo de las Víctimas del Colonialismo Italiano" que se celebrará el 19 de febrero; la moción aprobada también prevé dedicar una calle o plaza en Roma a Zerai Deres.

## Artículos relacionados
- Arbegnoch
- Imperio colonial italiano
- Eritrea
- Etiopía

- Wikimedia Commons alberga una galería multimedia sobre Zerai Deres.